# Paulina Dąbrowska-Dorożyńska
Paulina Dąbrowska-Dorożyńska (ur. 12 października 1967 w Krakowie) – polska malarka, artysta plastyk, designer, grafik.
Działalność projektanta sztuki użytkowej łączy z działalnością artystyczną. Specjalizuje się w grafice użytkowej, natomiast w swoich pracach odwołuje się do funkcji dekoratywnej malarstwa, przyjmując jako motto stwierdzenie Augusta Renoira: obraz musi być czymś przyjemnym, radosnym i ładnym. (...) Jest dość przykrych rzeczy w życiu, abyśmy mieli jeszcze tworzyć więcej. Dlatego jej obrazy mienią się od kolorów i złoceń, skupiając się na detalu, wzorze, wątku graficznym.

## Życiorys
Urodziła się 12 października 1967 w Krakowie, jako córka Andrzeja Dąbrowskiego i Barbary z domu Burdyłło. Absolwentka V liceum im. A. Witkowskiego. W 1991 r. ukończyła ASP uzyskując tytuł magistra sztuki w katedrze Komunikacji Wizualnej Wydziału Form Przemysłowych Akademii Sztuk Pięknych w Krakowie pod kierunkiem prof. Jana Nuckowskiego. Uczennica m.in. prof. Ryszarda Otręby, prof. Jana Pamuły i prof. Danuty Urbanowicz.
Początkowo pracowała jako specjalista ds. marketingu oraz podejmowała niezależną działalność projektową projektując okładki, ilustracje, projekty serii wydawniczych, materiały edukacyjne dla dzieci oraz dzieci z dysfunkcjami. Zajmowała się również projektowaniem identyfikacji wizualnej dla firm, projektowaniem opakowań, plakatów oraz wnętrz użyteczności publicznej i sakralnych.
Zajmuje się również organizacją warsztatów plastycznych dla dzieci, młodzieży i dorosłych.

## Działalność artystyczna
Malarstwo Pauliny Dąbrowskiej-Dorożyńskiej narodziło się z fascynacji rodzinnym miastem, stąd w jej pracach znaleźć można odwołania do piękna krakowskiej architektury, oraz bogactwa i różnorodności krakowskich zwyczajów. Tak powstały pierwsze cykle prac: „Nieszopki I” (2001) oraz „Nieszopki II” (2002), nawiązujące do tradycji krakowskich szopek bożonarodzeniowych, inspirowane twórczością Stanisława Wyspiańskiego „Witraże?” (2003), a także „Legendy i tajemnice Krakowa” (2005), będące niejako ilustracją do miejskich, ludowych opowieści oraz „Mój Kazimierz” (2007), przywołujący do życia utracony świat przedwojennej dzielnicy żydowskiej (prezentowany na wystawie stałej w Centrum Dialogu i Modlitwy w Oświęcimiu).
Część z powyższych prac prezentowana była w Muzeum Historycznym Miasta Krakowa, a dalsza współpraca z jego kustoszem, Anną Szałapak – „Białym Aniołem Piwnicy pod Baranami”, zaowocowała dwoma cyklami anielskimi: „Anioły Krakowskie I” (2006) oraz „Anioły Krakowskie II” (2007), przedstawiającymi anioły opiekujące się krakowskimi kościołami i stanowiące swoistą interpretację cytatu św. Faustyny Kowalskiej: Widziałam jak na każdy z mijanych kościołów stał anioł… (Dzienniczek 630). Odtąd wątek bytów niematerialnych stanowi już niemal stały element w twórczości Pauliny Dąbrowskiej-Dorożyńskiej – powstaje cykl „Anioły Pamięci” (2009), a od 2013 artystka stale gości na corocznej zakopiańskiej wystawie „Anioły pod Tatrami”. Dopiero w 2016 roku jednak, wraz z powstaniem „Aniołów Adwentowych” artystce udaje się znaleźć odpowiednią dla „uchwycenia niematerialnego bytu” technikę druku na tkaninie. Od tego momentu autorka nieustannie ją udoskonala i testuje jej możliwości.
Powrót do zainteresowania folklorem nastąpił w roku 2016, wraz z połączeniem tradycji krakowskiej z tatarską i prezentowaną w Kruszynianach podczas tatarskiego święta Sabantuj wystawą „Tatarzy oczyma krakowianki” (2017).
W 2018 r. twórcze zainteresowania artystki wykroczyły poza granice Polski i powstał cykl malarski „Fiesta”, inspirowany hiszpańskim tańcem sevilliana.
Oprócz wystaw indywidualnych Paulina Dąbrowska-Dorożyńska brała również udział w wielu wystawach zbiorowych, stale współpracuje też z zakopiańską „Galerią pod makiem”. Angażuje się w różnorakie wydarzenia i happeningi artystyczne, szczególnie te związane z twórczością Jacka Kaczmarskiego podczas corocznego poświęconego mu festiwalowi „Kaczmarski Underground”.
Artystka mieszka i tworzy w podkrakowskich Pękowicach.

## Wystawy indywidualne
- 2001 – „Nieszopki I” Muzeum Historyczne Miasta Krakowa
- 2002 – „Nieszopki” Centrum Wystawowo-Konferencyjne Zamku Królewskiego na Wawel
- 2002 – „Nieszopki II” Muzeum Historyczne Miasta Krakowa
- 2003 – „Witraże?” Muzeum Historyczne Miasta Krakowa
- 2005 – „Śnieżynki” Muzeum Historyczne Miasta Krakowa
- 2006 – „Anioły Krakowskie I” Muzeum Historyczne Miasta Krakowa
- 2007 – „Mój Kazimierz” CDiM Oświęcim (wyst. stała)
- 2007 – „Anioły Krakowskie II” Muzeum Historyczne Miasta Krakowa
- 2009 – „Anioły Pamięci” bazylika Bożego Ciała, Kraków
- 2013 – „Koty, ptaki, kwiaty...” Konfederacka 4, Kraków
- 2015 – „Moje Podlasie” Kruszyniany
- 2015 – „Anioły” Centrum Kultury Podgórza – Ośrodek Ruczaj Kraków
- 2016 – „Moje Podlasie” Gminny Ośrodek Kultury, Krynki
- 2016 – Anioły Adwentowe” Ignacjańskie spotkania ze Sztuką, Zakopane
- 2017 – „Jak z baśni” Centrum Kultury, Michałowice
- 2017 – „Tatarzy oczami krakowianki” Centrum Kultury Tatarów Polskich, Kruszyniany
- 2017 – „Odwrócone ekfrazy” Kaczmarski Underground Poczekalnia Starego Dworca Wieliczka
- 2017 – Wieże KWK Polska, Centrum Kultury Śląskiej w Świętochłowicach
- 2018 – „Fiesta” Centrum Kultury Podgórza – Ośrodek Ruczaj, Kraków
- 2018 – „Fiesta” Centrum Kultury Podgórza – Dwór Czeczów, Kraków
- 2018 – „Anioły adwentowe” Kościół Redemptor Hominis, Kraków
- 2019 – Wystawa na Święto Ogrodów, Ogród Botaniczny Kraków
- 2019 – „Inspiracje tatrzańskie” Galeria pod Makiem, Zakopane

## Wystawy zbiorowe
- 1991 – Austellung im Theater Heilbronn, Plakatenwürfe von Künstlern der Akademie Krakau, Heilbronn, Niemcy[27]
- 1993 – „XI Konfrontacje Najmłodszych Artystów Krakowskich” Myślenice
- 1996 – Wystawa pokonkursowa Międzynarodowego Konkursu Exlibrisów o tematyce sienkiewiczowskiej, Wola Okrzejska
- 2005 – „Legendy i tajemnice Krakowa” Muzeum Historyczne Miasta Krakowa
- 2006 – wyst. zbiorowa Galeria Pracownia, Warszawa
- 2007 – wyst. zbiorowa Galeria Pracownia, Warszawa
- 2008 – „Obrazy muzyką malowane” Pałac Sztuki, Kraków[28]
- 2008 – „Obrazy muzyką malowane” Muzeum „Dwory Karwacjanów i Gładyszów”, Gorlice
- 2011 – Salon 100-lecia ZPAP Pałac Sztuki, Kraków[29]
- 2011 – „Okolica moich przyjaciół” Galeria Vauxhall, Krzeszowice[30]
- 2012 – „Okolica moich przyjaciół” Dom Polonii, Kraków
- 2013 – „An Unexpected Art Show, Los Angeles, USA[31]
- 2013 – „Anioły pod Tatrami” Galeria pod Makiem, Zakopane
- 2014 – „Anioły pod Tatrami” Galeria pod Makiem, Zakopane
- 2015 – „Kwiaty ojczyste” Galeria pod Makiem, Zakopane
- 2015 – „Anioły pod Tatrami” Galeria pod Makiem, Zakopane
- 2016 – Derby Małopolski – Centrum Kultury i Promocji Miasta Ciężkowice
- 2016 – „Anioły pod Tatrami” Galeria pod Makiem, Zakopane
- 2018 – Salon Bożonarodzeniowy ZPAP Pałac Sztuki, Kraków[32]
- 2018 – „Anioły pod Tatrami” Galeria pod Makiem, Zakopane
- 2020 – „Animalis 2020 – V Triennale Malarstwa”, Miejska Galeria Sztuki MM, Chorzowskie Centrum Kultury, Chorzów[33][34]

## Nagrody
III nagroda Schwan-Stabilo Interart (1987), II nagroda za system oznaczeń literowych serii kosmetyków Sinax (1988), II nagroda indywidualna w konkursie Derby Małopolski (2016)